# Auxdron LFG
AUXDRON Lifeguard es el resultado de varios años de trabajo por parte de un equipo de profesionales dedicado a la creación de drones específicos para uso profesional en emergencias. Esta aeronave está diseñada y creada para la prevención, salvamento y búsqueda en playas, capaz de moverse rápido y eficaz ante una emergencia, incluso cuando las condiciones meteorológicas sean desfavorables.

Vehículo aéreo no tripulado diseñado para la asistencia de personas en riesgo de ahogamiento en playas..